# Villefranche-de-Panat
 Villefranche-de-Panat  (en occitano Vilafranca) es una población y comuna francesa, situada en la región de Occitania, departamento de Aveyron, en el distrito de Millau y cantón de Salles-Curan.

## Demografía
| 836 | 804 | 775 | 908 | 711 | 762 |
| Para los censos de 1962 a 1999 la población legal corresponde a la población sin duplicidades (Fuente: INSEE [Consultar]) |     |     |     |     |     |